# 黏滞位
黏滞位（英語：Sticky bit），又称作黏着位，是Unix文件系统权限的一个旗标。最常见的用法在目录上设置黏滞位，如此以来，只有目录内文件的所有者或者root才可以删除或移动该文件。如果不为目录设置黏滞位，任何具有该目录写和执行权限的用户都可以删除和移动其中的文件。实际应用中，黏滞位一般用于/tmp目录，以防止普通用户删除或移动其他用户的文件。

## 用法
使用chmod命令设置黏滞位，通过八进制语法模式1000或符号模式"t"。例如，为一个目录/usr/local/tmp设置黏滞位，使用chmod +t /usr/local/tmp或chmod 1777 /usr/local/tmp。清除黏滞位，chmod -t /usr/local/tmp 或 chmod 0777 /usr/local/tmp。在这里，使用八进制语法模式会改变目录的所有者、用户组和其他用户的相应权限。